# Liste der spanischen Autonomen Gemeinschaften nach Fläche
Diese Liste gibt einen Überblick über die 17 Autonomen Gemeinschaften Spaniens, geordnet nach ihrer Fläche.
| Rang   | Region                           | Fläche      | Anteil |
| ------ | -------------------------------- | ----------- | ------ |
| 1      | Kastilien-León                   | 94.223 km²  | 18,6 % |
| 2      | Andalusien                       | 87.268 km²  | 17,2 % |
| 3      | Kastilien-La Mancha              | 79.463 km²  | 15,7 % |
| 4      | Aragonien                        | 47.719 km²  | 9,4 %  |
| 5      | Extremadura                      | 41.634 km²  | 8,2 %  |
| 6      | Katalonien                       | 32.114 km²  | 6,3 %  |
| 7      | Galicien                         | 29.574 km²  | 5,8 %  |
| 8      | Valencia                         | 23.255 km²  | 4,6 %  |
| 9      | Murcia                           | 11.313 km²  | 2,2 %  |
| 10     | Asturien                         | 10.604 km²  | 2,1 %  |
| 11     | Navarra                          | 10.391 km²  | 2,1 %  |
| 12     | Madrid                           | 8.028 km²   | 1,6 %  |
| 13     | Kanarische Inseln                | 7.447 km²   | 1,5 %  |
| 14     | Baskenland                       | 7.234 km²   | 1,4 %  |
| 15     | Kantabrien                       | 5.321 km²   | 1,0 %  |
| 16     | La Rioja                         | 5.045 km²   | 1,0 %  |
| 17     | Balearen                         | 4.992 km²   | 1,0 %  |
|        | Spanische Exklaven in Nordafrika | 33 km²      | 0,01 % |
| Gesamt | Gesamt                           | 505.988 km² | 100 %  |